# Wereldbeker schaatsen 2020/2021 - Wereldbeker 2
De wereldbeker schaatsen 2020/2021 – Wereldbeker 2 was de tweede en laatste wedstrijd in het wereldbekerseizoen en vond plaats op 29, 30 en 31 januari 2021 in ijshal Thialf te Heerenveen. Oorspronkelijk waren er zes wereldbekerwedstrijden gepland in respectievelijk Tomaszów Mazowiecki, Stavanger, Salt Lake City, Calgary, Changchun en Heerenveen, maar deze werden vanwege de coronapandemie vervangen door twee wedstrijden in een 'bubble' in Heerenveen.

## Tijdschema
| Datum               | Onderdeel                                                                                          |
| ------------------- | -------------------------------------------------------------------------------------------------- |
| Vrijdag 29 januari  | ploegenachtervolging vrouwen ploegenachtervolging mannen halve finales massastart                  |
| Zaterdag 30 januari | 1500 m vrouwen 1500 m mannen 1e 500 m vrouwen 1e 500 m mannen massastart vrouwen massastart mannen |
| Zondag 31 januari   | 2e 500 m vrouwen 2e 500 m mannen 3000 m vrouwen 5000 m mannen 1000 m vrouwen 1000 m mannen         |

## Podia

### Mannen
| Wedstrijd            | Goud                                                                     | Tijd              | Zilver                                            | Tijd              | Brons                                                     | Tijd              |
| 1e 500 m             | Pavel Koelizjnikov Rusland                                               | 34,47             | Laurent Dubreuil Canada                           | 34,52             | Artjom Arefjev RuslandDai Dai N'tab Nederland             | 34,58(8)          |
| 2e 500 m             | Ronald Mulder Nederland                                                  | 34,55             | Hein Otterspeer Nederland                         | 34,59(0)          | Laurent Dubreuil Canada                                   | 34,59(4)          |
| 1000 m               | Kai Verbij Nederland                                                     | 1.07,35           | Thomas Krol Nederland                             | 1.07,58           | Laurent Dubreuil Canada                                   | 1.08,18           |
| 1500 m               | Thomas Krol Nederland                                                    | 1.43,42           | Kjeld Nuis Nederland                              | 1.44,22           | Patrick Roest Nederland                                   | 1.44,75           |
| 5000 m               | Patrick Roest Nederland                                                  | 6.05,95           | Nils van der Poel Zweden                          | 6.08,39           | Sergej Trofimov Rusland                                   | 6.10,86           |
| Massastart           | Jorrit Bergsma Nederland                                                 | 63 punten 7.43,47 | Bart Swings België                                | 40 punten 7.45,08 | Livio Wenger Zwitserland                                  | 22 punten 7.45,21 |
| Ploegenachtervolging | Noorwegen Hallgeir Engebråten Allan Dahl Johansson Sverre Lunde Pedersen | 3.39,08           | Canada Jordan Belchos Ted-Jan Bloemen Connor Howe | 3.39,94           | Rusland Daniil Aldosjkin Danila Semerikov Sergej Trofimov | 3.41,40           |

### Vrouwen
| Wedstrijd            | Goud                                                     | Tijd              | Zilver                                                 | Tijd              | Brons                                                    | Tijd              |
| 1e 500 m             | Femke Kok Nederland                                      | 37,23             | Angelina Golikova Rusland                              | 37,28             | Vanessa Herzog Oostenrijk                                | 37,40             |
| 2e 500 m             | Femke Kok Nederland                                      | 37,33             | Angelina Golikova Rusland                              | 37,37             | Darja Katsjanova Rusland                                 | 37,63             |
| 1000 m               | Brittany Bowe Verenigde Staten                           | 1.13,96           | Angelina Golikova Rusland                              | 1.14,05           | Femke Kok Nederland                                      | 1.14,47           |
| 1500 m               | Brittany Bowe Verenigde Staten                           | 1.53,45           | Antoinette de Jong Nederland                           | 1.53,81           | Ireen Wüst Nederland                                     | 1.54,22           |
| 3000 m               | Natalja Voronina Rusland                                 | 3.56,85           | Antoinette de Jong Nederland                           | 3.58,90           | Irene Schouten Nederland                                 | 4.00,15           |
| Massastart           | Irene Schouten Nederland                                 | 60 punten 8.21,75 | Ivanie Blondin Canada                                  | 41 punten 8.21,77 | Jelizaveta Goloebeva Rusland                             | 10 punten 8.22,03 |
| Ploegenachtervolging | Canada Ivanie Blondin Valérie Maltais Isabelle Weidemann | 2.54,64           | Nederland Antoinette de Jong Irene Schouten Ireen Wüst | 2.55,58           | Noorwegen Marit Fjellanger Bøhm Ida Njåtun Ragne Wiklund | 2.58,22           |